# Aşure
Aşure o budino di Noè è un dolce tipico turco fatto con cereali, cannella, legumi, mandorle, melograno, noci, pinoli, uvetta e zucchero. 
In origine, l'aşure, dato il suo importante apporto calorico, veniva cucinato nei mesi più freddi. Oggi invece, lo si può trovare durante tutto l'anno ma, in special modo, nel Giorno dell'Aşure (letteralmente, aşure significa "decimo" in arabo), il decimo giorno del Muharram, ossia il primo mese del calendario turco.
L'aşure è uno dei pochi dolci turchi a non contenere derivati animali, motivo per il quale è stato promosso, in particolar modo, dal gruppo religioso degli aleviti. Tradizionalmente, viene cucinato nei giorni di digiuno, coincidenti con la battaglia di Kerbela nella quale fu ucciso Al-Husayn ibn Ali, nipote del profeta Maometto.
Per commemorarne l'origine, l'aşure viene cucinato in grandi quantità e condiviso con amici, parenti, vicini e colleghi, indipendentemente dal loro credo religioso.

## Etimologia
La parola di origine araba aşure significa "decimo". Infatti, secondo la tradizione turca, questo dolce viene preparato, specialmente, il decimo giorno del Muharram.
Il termine aşure ha però valore anche secondo l'origine etimologica turca: in turco aş indica, genericamente, un porridge misto. Lo troviamo in altri dolci come il Sütlaç (Sütlü Aş), un dolce a base di riso e latte.  La parola turca  aş deriva infatti, dal termine persiano ashur, ossia mischiato.

## Ingredienti
Non esiste una sola ricetta per l'aşure dato che può variare, anche significativamente, tra regioni e famiglie diverse.
Tradizionalmente è detto che l'aşure debba contenere almeno sette ingredienti; altri sostengono, invece, che ne debba avere almeno dieci, in accordo con il significato etimologico della parola araba. Gli aleviti, invece, ne usano sempre dodici. Tra questi, quelli più frequentemente usati, sono riso, legumi, zucchero, frutta secca, noci. Alcuni aggiungono anche scorza di arancia o di limone. I condimenti possono essere: semi di sesamo, chicchi di melograno e cannella. 
Esistono anche varianti che prevedono l'aggiunta di lenticchie.

## Storia e tradizioni
Secondo la tradizione, quando l'Arca di Noè approdò sul monte Ararat, Noè fece fronte alla carenza degli approvvigionamenti e alle crescenti richieste di cibo mettendo insieme tutto il cibo rimasto sulla nave. Da ciò deriverebbero gli insoliti abbinamenti che definiscono questo dolce.
Il giorno dell'aşure è un'importante ricorrenza musulmana, celebrata in onore del profeta Mosè. Inoltre, quel giorno stesso è la ricorrenza della fine della Battaglia di Karbala.
I sufi turchi e balcanici accompagnano la preparazione dell'aşure con preghiere per la salute, la guarigione, il successo e lo spirito.